# アテックス
株式会社アテックスは、愛媛県松山市に本社を置く機械工業である。旧社名は四国製作所。

## 概要
- 1934年に村田栄一衣山鋳造所として創業する[1]。1941年には有限会社四国製作所を設立し、海軍指定工場となる[1]。終戦後は農業機械メーカーとして生産を興し、1961年には四国製作所として有限会社から株式会社に変更した。1988年に電動車椅子「マイピア」がヒットとなり、1994年に株式会社アテックスに変更して現在に至る。
- 由来はAはamenityで快適、TEはtechnologyで技術、Xは未知の可能性で、地域社会の調和と信頼を表現している[2]。
- 2007年には中華人民共和国江蘇省江陰市に江陰四国机戒有限公司を設立し、新たな海外拠点を開いた。

## 事業所
- 本社・中四国支店・部品センター（愛媛県松山市）
- 関東支店（茨城県猿島郡五霞町）
- 東北営業所（岩手県紫波郡矢巾町）
- 中部営業所（岐阜県大垣市）
- 九州営業所（熊本県菊池郡菊陽町）